# Arabische Kalligrafie

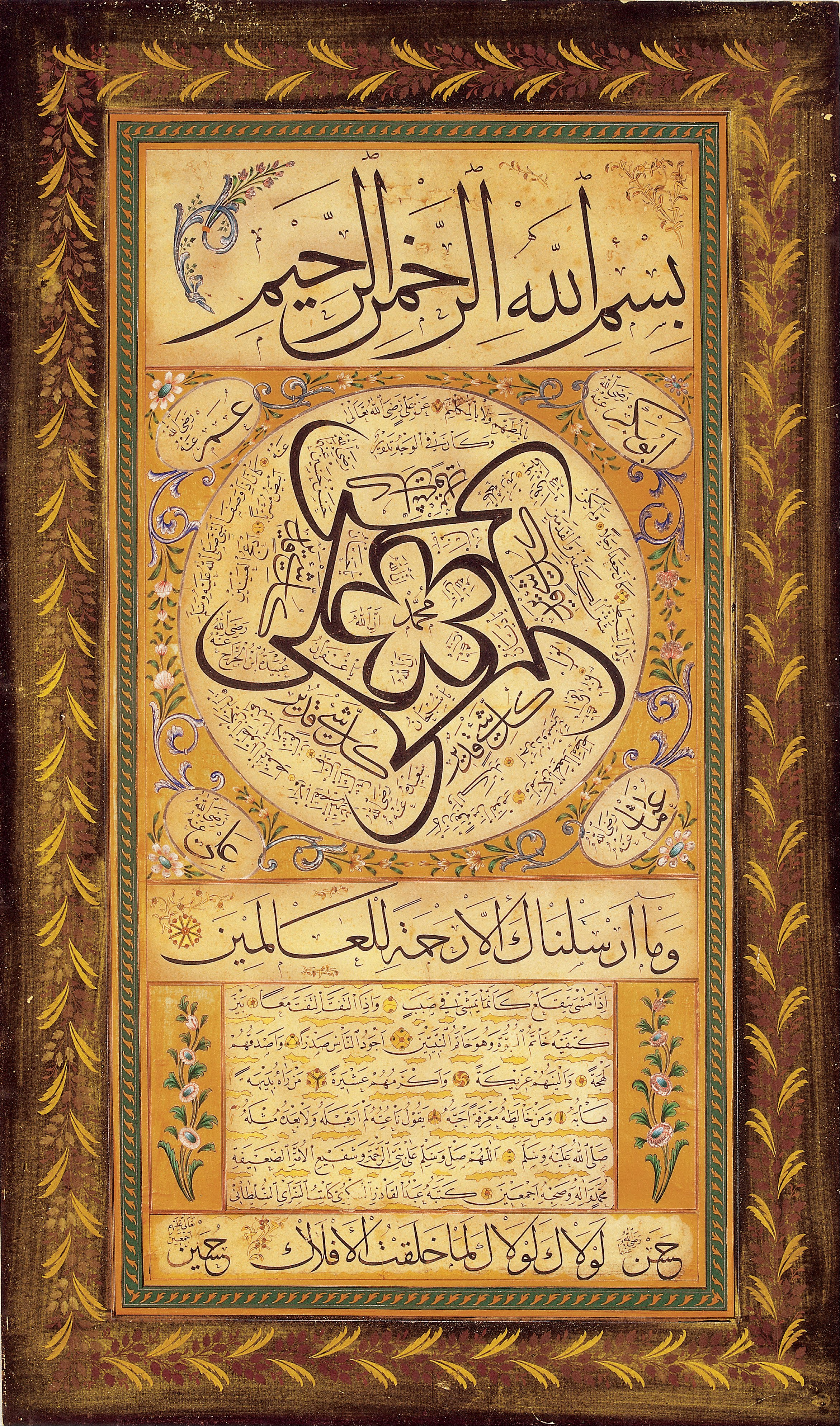
Islamische Kalligraphie eines Teils des Korans mit Namen von Mohammed und Ali

Die arabische Kalligrafie (auch islamische Kalligrafie, türkisch Hüsn-i Hat) ist ein zentraler Aspekt der islamischen Kunst, der sich aus der arabischen Schrift in engem Zusammenhang mit dem Koran entwickelt hat. Sie ist, bedingt durch das Bilderverbot im Islam, die traditionelle bildende Kunst in der islamischen Welt und wegen der engen Verbindung zum Koran wichtigster Teil der religiösen islamischen Kunst. Mit der eckigen Kufi- und der kursiven Naschī-Schrift entwickelten sich schon früh zwei Stilarten.
Die arabische Kalligrafie ist als Immaterielles Kulturerbe der Menschheit anerkannt.

## Schriftarten
| Name | Beschreibung | Beispiel(e)        |
| --- | --- | ------------------ |
| Kufi (Kūfī) | Die Kufi-Schrift wird heute nur noch als Zierschrift verwendet. Die älteste Kufi-Inschrift befindet sich am Felsendom in Jerusalem.                                           |                    |
| Die sechs Schreibstile (al-ʾAqlām as-sitta) Die sechs Schreibstile (arabisch الأقلام الستة) bilden einen Kanon von sechs kursiven arabischen Schriftarten, welcher im 10. Jahrhundert von dem Kalligrafen Ibn Muqla, einem Wesir in Bagdad, definiert wurde. Es handelt sich um die folgenden Stile: | |                    |
| Naschī (Nasḫ) | Die Naschi-Schrift (türkisch Nesih) hat sich im Alltag beim Druck durchgesetzt.                                                                                               |                    |
| Muhaqqaq (Muḥaqqaq) | Muḥaqqaq ist eine großformatige, geradlinige Buch- und Monumentalschrift, die bis ins 16. Jh. v. a. unter den ägyptischen Mamluken und den Ilchanen beliebt war.              |                    |
| Rejhan (Raiḥān) | Kleinere, dünnere und feinere Variante der Muhaqqaq |                    |
| Thuluth (Ṯuluṯ) | Die Thuluth (türkisch Sülüs), eine Kanzlei- und Monumentalschrift, war besonders im Osmanischen Reich populär.                                                                |                    |
| Tauqi (Tauqīʿ) | Großformatige, v. a. in der abbasidischen Verwaltung gebrauchte Kanzleischrift, die der Thuluth ähnelt                                                                        |                    |
| Reqa (Riqāʿ) | Kleinere Variante der Tauqi |                    |
| Taliq (Taʿlīq) | Die Kanzleischrift Taliq entstand aus der Tauqi und existiert in einer persischen (siehe Beispiel) und einer osmanischen Version.                                             | Persische Taliq    |
| Nastaliq (Nastaʿlīq) | Die Buchschrift Nastaliq entstand im 14. Jh. und wurde im 15. Jahrhundert zur bis heute meistgebrauchten Schrift Persiens.                                                    |                    |
| Schekaste (Šekaste) | Vor allem in Persien gebrauchte kursive Buchschrift |                    |
| Maghribi (Maġribī) | Der Maghribi-Duktus, eine Buchschriftart, wurde ab dem 10. Jh. in Nordwestafrika und al-Andalus gebraucht.                                                                    |                    |
| Diwani (Dīwānī) | Die Diwani-Schrift ist die osmanische Kanzleischrift. |                    |
| Diwani dschali (Dīwānī ǧalī) | Spätere, dekorative Version der osmanischen Taliq |                    |
| Ruqʿa | Die im 18. Jh. entstandene, kursive Gebrauchsschrift Ruqʿa wird heute meist als Handschrift im Maschrek verwendet.                                                            |                    |
| Quadratkufi | Eine Art der Kufi-Schrift. Die Abbildung zeigt den Text der 112. Sure al-Iḫlāṣ, beginnt links unten mit der Basmala und geht dann im Uhrzeigersinn spiralförmig in die Mitte. | Die Bannai-Schrift |

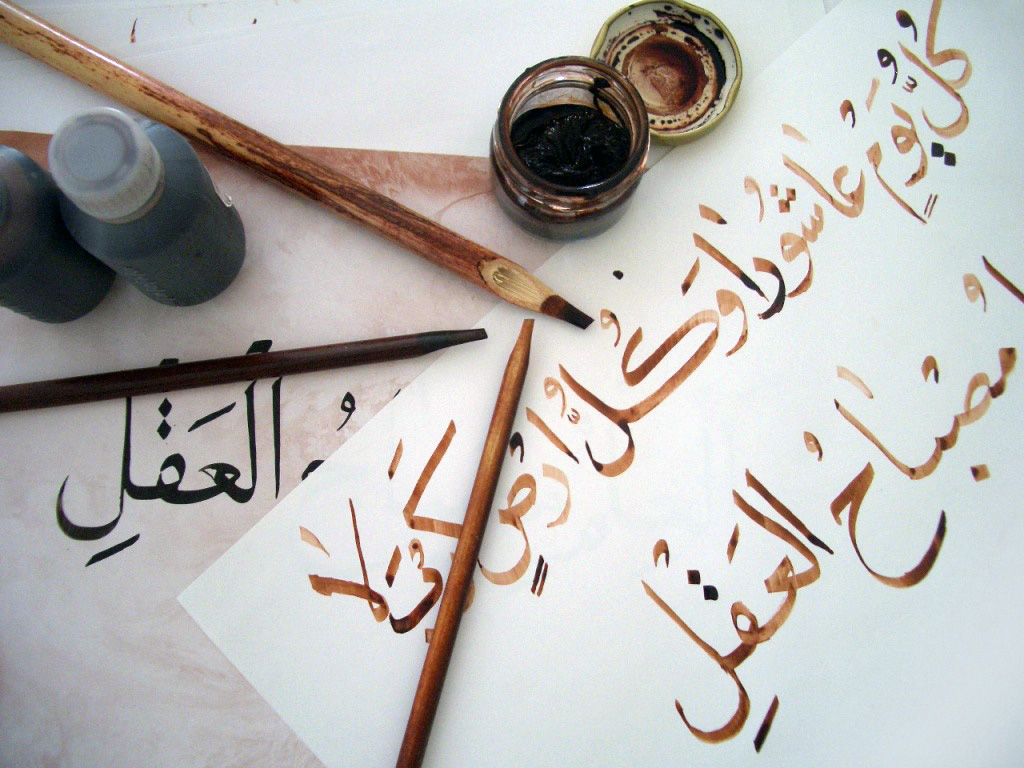
Wichtige Utensilien
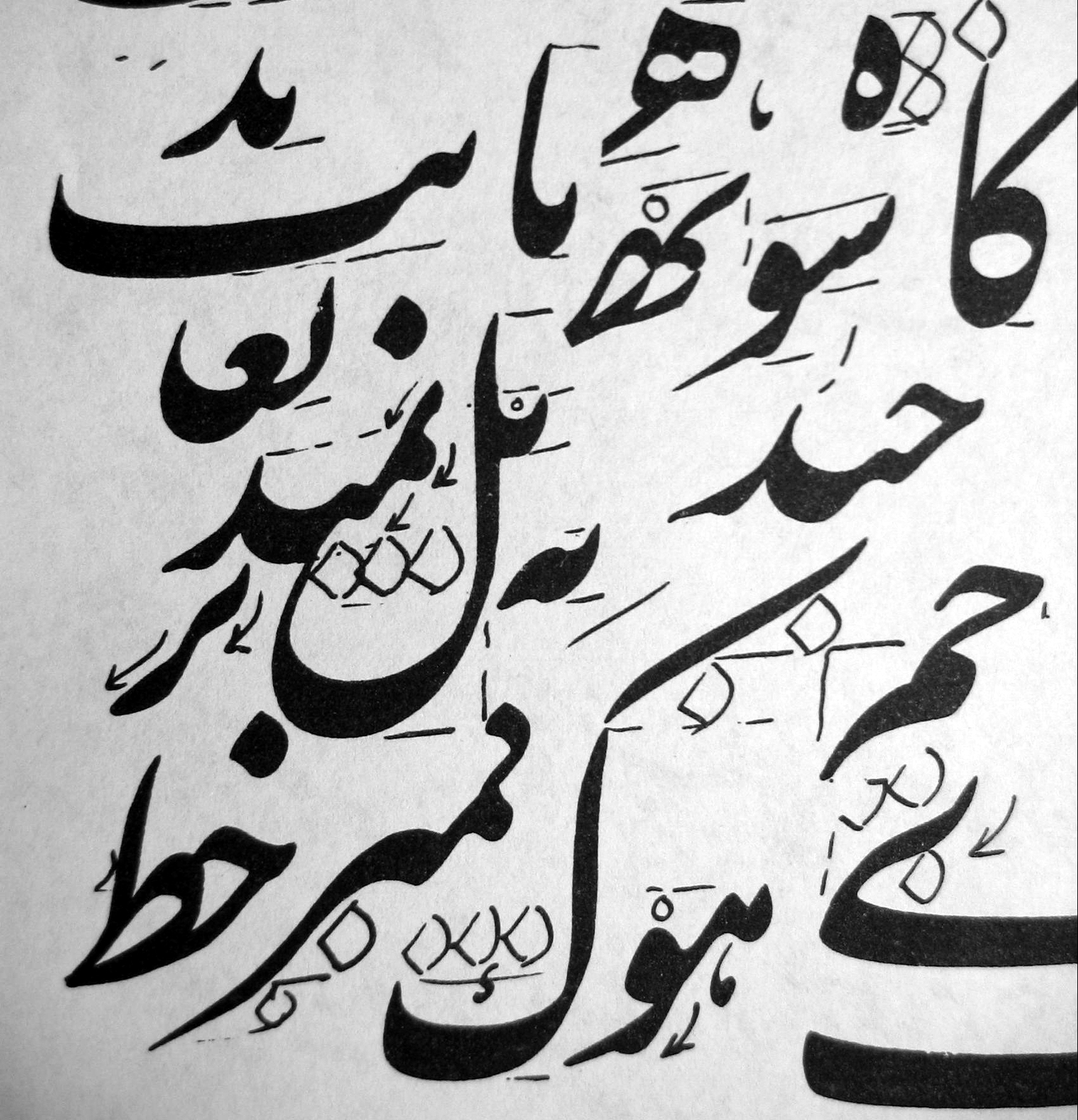
Proportionslehre
Tughra Mahmuds II.

## Berühmte Kalligraphen
- Ibn Muqla, gest. 939
- Ibn al-Bawwab (Bawwāb), gest. 1022
- Yaqut al-Mustaʿsimi, gest. 1298
- Şeyh Hamdullah, 1436–1520
- Ahmed Karahisari, 1468–1556
- Mir Ali Heravi, gest. 1544
- Alireza Abbassi, 16./17. Jahrhundert
- Mir Emad Ghazvini, gest. 1615
- Seyyid Kasim Gubari, gest. 1625
- Hâfız Osman, 1642–1698
- Mohammad Reza Emami, 17. Jahrhundert

## Immaterielles Kulturerbe der Menschheit
2021 wurden die Arabische Kalligrafie (auf Antrag von 15 arabischen Staaten) sowie Hüsn-i Hat (auf Antrag der Türkei) in die UNESCO-Liste des immateriellen Kulturerbes der Menschheit aufgenommen.